# Kristof Vliegen
Kristof Vliegen (n. 22 iunie 1982 la Maaseik) este un jucător profesionist belgian de tenis.
1. ↑  ITF website
2. ↑  Association of Tennis Professionals website[*] Verificați valoarea |titlelink= (ajutor)